# Ag Apolloni
Ag Apolloni (Kačanik, Kosovo, 13. lipnja 1982.), albanski pjesnik, pisac, kritičar, esejist i znanstvenik. Profesor je na Prištinskom sveučilištu. Književna djela ističu mu se po dramskoj dimenziji, filozofskoj promišljenosti i kritičkom stavu povijesti, politici i društvu.

## Životopis
Rodio se je 13. lipnja 1982. u Kačaniku na Kosovu. U rodnom gradiću završio je osnovnu školu i gimnaziju. Studirao je dramaturgiju i književnost na Prištinskom sveučilištu koje je diplomirao 2005. godine. Zbog ekonomskih razloga prekinuo je studij filozofije 2006. te je proveo većinu od dvije godine u prištinskoj bolnici skrbeći za otca koji je bio slaba zdravlja, a koji je umro 2007. godine. Godine 2008. stekao je naslov magistra filoloških znanosti, a 2012. godine stekao je naslov doktora filoloških znanosti. Danas je profesor na Prištinskom sveučilištu na kojem radi od 2008. godine.
Radio je kao novinar, urednik i glavni urednik u nekoliko dnevnika i književnih i kulturnih časopisa u Prištini. Godine 2010. reaktivirao se na tom području i vodio je tri godine najstariji kosovski književni časopis Jeta e Re) (u slobodnom prijevodu Novi život; osnovan 1949.), koji je prestao raditi 2006. godine. Godine 2013. osnovao je kulturni žurnal Symbol, u kojem je vodio razgovore s osobama kao što su: Linda Hutcheon, Jonathan Culler, Rita Dove, Gottfried Helnwein, Andreas Huyssen, Mieke Bal, DM Thomas, Javier Cercas itd. Apollonijevi tekstovi i radovi prevedeni su na nekoliko jezika, poput engleskog, njemačkog, talijanskog, češkog, makedonskog, srpskog i inima. Apolloni je dobio nekoliko nacionalnih nagrada za umjetnički i znanstveni rad.

## Radovi

### Romani
- Ulurima e ujkut (2013.)
- Zazen (2014.)

### Pjesme
- Zomb (2009.)
- Sandalet e Senekës (2020.)

### Drame
- Drama: Stefani, Halloween, Judita, Mat (2010.)
- Hamleti simbas Horacit (2017.)
- Skenderbeu: Manuskripti i Marlout (2018.)

### Kritike
- Parabola postmoderne (2010.)
- Paradigma e Proteut (2012.)
- Koferi i Konicës (2016.)
- Commentum (2019.)

### Ne-fikcija
- Mesjeta ime, autobiografija (2019.)

## Nagrade i priznanja
Dobio je više nacionalnih književnih nagrada:
- 2010.: Najbolja knjiga poezije, dodijelilo Ministarstvo kulture Republike Kosova, za knjigu Zomb[5]
- 2013.: Najbolja knjiga književne kritike, dodijelilo Ministarstvo kulture Republike Kosova, za knjigu Paradigma e Proteut
- 2013.: Najbolji roman godine (nagrada Rexhai Surroi), za knjigu Ulurima e ujkut
- 2016.: Nagrada Katarina Josipi (Çmimi "Katarina Josipi")[6]
- 2017. Najbolja knjiga drame, dodijelilo Kosovsko narodno kazalište, za dramu Hamleti simbas Horacit

## Vanjske poveznice
- WorldCat
- VIAF
- GND